# Aristolochia lauterbachiana
Aristolochia lauterbachiana är en piprankeväxtart som beskrevs av Oswald Schmidt. Aristolochia lauterbachiana ingår i släktet piprankor, och familjen piprankeväxter. Inga underarter finns listade i Catalogue of Life.